# Palungtar
Palungtar (Nepali पालुङटार) ist eine Stadt (Munizipalität) im Distrikt Gorkha in Zentral-Nepal.
Die Stadt im äußersten Südwesten des Distrikts entstand Ende 2014 durch die Zusammenlegung der Village Development Committees Amppipal, Chyangli, Gaikhur und Palungtar. 
Sie liegt am linken Flussufer des Marsyangdi unterhalb der Einmündung des Chepe. Die Stadt besitzt einen Flugplatz, den Palungtar Airport.
Das Stadtgebiet umfasst 84,9 km².

## Einwohner
Bei der Volkszählung 2011 hatten die VDCs, aus welchen die Stadt Palungtar hervorging, 23.461 Einwohner (davon 10.080 männlich) in  6039 Haushalten.